# 拉伊诺霍萨
拉伊诺霍萨，是西班牙卡斯蒂利亚-拉曼恰昆卡省的一个市镇。总面积42平方公里，总人口314人（2001年），人口密度7人/平方公里。